# Cannibal Corpse
Cannibal Corpse är ett death metal-band från Buffalo, New York som grundades 1988 ur spillrorna efter Tirant Sin, Leviathan och Beyond Death. Sedan 1993 är bandet lokaliserat i Tampa, Florida.
Cannibal Corpse blev 1992 det första death metal-band som kom med på USA:s Billboard Top 200 albumlista med debutalbumet Eaten Back to Life (1990). I februari 2015 hade bandet uppnått två miljoner sålda plattor världen över, och är på så vis en av tidernas största säljare inom genren.
Cannibal Corpses låttexter innehåller extremt våldsamma och groteska skildringar av mord, våldtäkt, pedofili och nekrofili. Bandets skivor har därför förbjudits i flera länder, bland annat i Australien och Nya Zeeland. De tre första albumen var totalförbjudna fram till 2006 i Tyskland, som är hemland för världens största hårdrocksfestival Wacken Open Air vilken ofta besöks av Cannibal Corpse, där bandet samma år för första gången någonsin fick spela sin populäraste låt – "Hammer Smashed Face". Cannibal Corpse hade en liten roll i filmen Ace Ventura: Den galopperande detektiven 1994, med just "Hammer Smashed Face" live.

## Medlemmar
Nuvarande medlemmar
- Alex Webster – basgitarr (1988–)
- Paul Mazurkiewicz – trummor (1988–)
- Rob Barrett – gitarr (1993–1997, 2005–)
- George "Corpsegrinder" Fisher – sång (1995–)
- Erik Rutan – gitarr (2021–)

Tidigare medlemmar
- Chris Barnes – sång (1988–1995)
- Bob Rusay – gitarr (1988–1993)
- Jack Owen – gitarr (1988–2005)
- Pat O'Brien – gitarr (1997–2021)

Turnerande medlemmar
- Rob Barrett – gitarr (1993)
- Jeremy Turner – gitarr (2004–2005)
- Erik Rutan – gitarr (2019–)

## Diskografi

### Demor
- 1989 – Cannibal Corpse

### Studioalbum
- 1990 – Eaten Back to Life
- 1991 – Butchered at Birth
- 1992 – Tomb of the Mutilated
- 1994 – The Bleeding
- 1996 – Vile
- 1998 – Gallery of Suicide
- 1999 – Bloodthirst
- 2002 – Gore Obsessed
- 2004 – The Wretched Spawn
- 2006 – Kill
- 2009 – Evisceration Plague
- 2012 – Torture
- 2014 – A Skeletal Domain
- 2017 – Red Before Black
- 2021 – Violence Unimagined
- 2023 – Chaos Horrific

### EP
- 1993 – Hammer Smashed Face
- 2003 – Worm Infested

### Singlar
- 1996 – "Devoured by Vermin"
- 2000 – "Sacrifice" / "Confessions"
- 2009 – "Evisceration Plague"
- 2013 – "Make Them Suffer" (live)
- 2018 – "Red Before Black"

### Livealbum
- 2000 – Live Cannibalism
- 2013 – Torturing and Eviscerating Live

### Samlingsalbum
- 1997 – Deadly Tracks
- 2002 – Classic Cannibal Corpse (4xCD box)
- 2003 – 15 Year Killing Spree (3xCD + DVD box)
- 2009 – Digital Box Set
- 2013 – Dead Human Collection: 25 Years of Death Metal (12xCD box)
- 2019 – The Undead Will Feast (8xKassett box)

### Video
- 1997 och 2002 – Monolith of Death (VHS 1997, och DVD 2002)
- 2000 – Live Cannibalism (DVD)
- 2006 – Hammer Smashed Laiterie (Live In Strasbourg 2004)
- 2007 – Vile Live (DVD medföljande återutgåvan av albumet Vile)
- 2008 – Centuries of Torment: The First 20 Years (DVD)
- 2011 – Global Evisceration (Live-DVD)

### Musikvideor
| År   | Låt                                    | Regissör        |
| ---- | -------------------------------------- | --------------- |
| 1994 | "Staring Through the Eyes of the Dead" | David Roth      |
| 1996 | "Devoured by Vermin"                   | David Roth      |
| 1998 | "Sentenced to Burn"                    | David Roth      |
| 2004 | "Decency Defied"                       | Austin Rhodes   |
| 2006 | "Make Them Suffer"                     | Dan Dobi        |
| 2006 | "Death Walking Terror"                 | Dan Dobi        |
| 2009 | "Evisceration Plague"                  | Dale Resteghini |
| 2010 | "Priests of Sodom"                     | Kevin J. Custer |
| 2012 | "Encased in Concrete"                  | David Brodsky   |
| 2014 | "Kill or Become"                       | David Brodsky   |
| 2017 | "Code of the Slashers"                 | Zev Deans       |
| 2019 | "Red Before Black"                     | Doug Sakmann    |
| 2021 | "Inhumane Harvest"                     | David Brodsky   |
| 2021 | "Necrogenic Resurrection"              | David Brodsky   |